# Natação no Campeonato Europeu de Esportes Aquáticos de 2018 - 200 m medley masculino

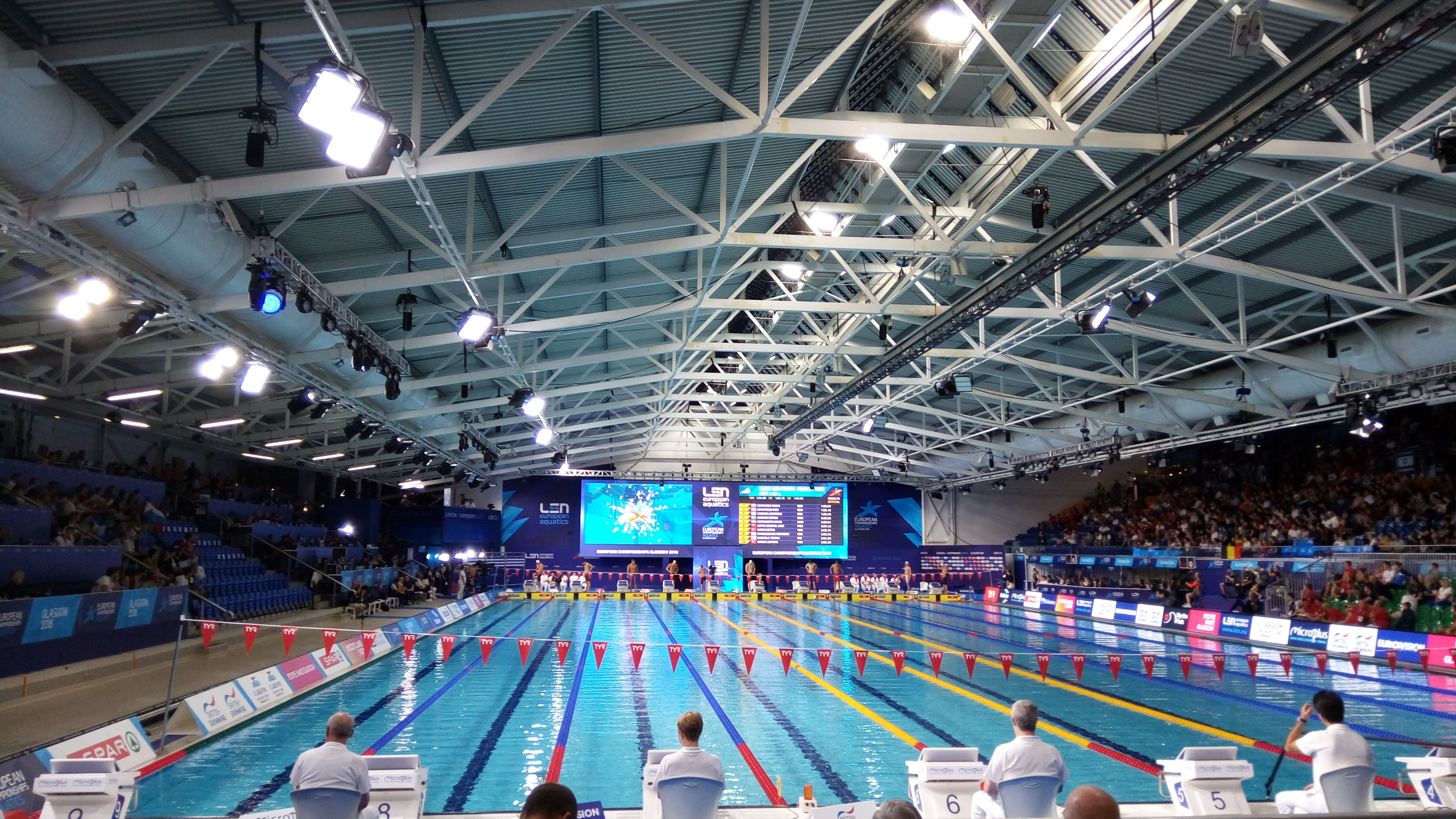
A prova dos 200 metros medley masculino da natação no Campeonato Europeu de Esportes Aquáticos de 2018 ocorreu nos dias 5 e 6 de agosto no Tollcross International Swimming Centre, em Glasgow no Reino Unido

A prova dos 200 metros medley masculino da natação no Campeonato Europeu de Esportes Aquáticos de 2018 ocorreu nos dias 5 e 6 de agosto no Tollcross International Swimming Centre, em Glasgow no Reino Unido. 

## Calendário
| Fase          | Data        | Hora  |
| ------------- | ----------- | ----- |
| Eliminatórias | 5 de agosto | 09:30 |
| Semifinal     | 5 de agosto | 18:26 |
| Final         | 6 de agosto | 18:15 |

Todos os horários estão no horário local (UTC+0)

## Recordes
Antes desta competição, os recordes eram os seguintes:
|                       | Nadador     | Tempo   | Local    | Data                |
| --------------------- | ----------- | ------- | -------- | ------------------- |
| Recorde mundial       | Ryan Lochte | 1:54.00 | Xangai   | 24 de julho de 2011 |
| Recorde europeu       | László Cseh | 1:55.18 | Roma     | 29 de julho de 2009 |
| Recorde do campeonato | László Cseh | 1:56.66 | Debrecen | 23 de maio de 2012  |

## Medalhistas
| Ouro                     | Prata               | Bronze               |
| Jérémy Desplanches (SUI) | Philip Heintz (GBR) | Max Litchfield (GBR) |

## Resultados

### Eliminatórias
Esses foram os resultados das eliminatórias. 
| Pos. | Bateria | Raia | Nadador              | Nacionalidade | Tempo   | Notas |
| ---- | ------- | ---- | -------------------- | ------------- | ------- | ----- |
| 1    | 3       | 3    | Mark Szaranek        | Reino Unido   | 1:58.07 | Q     |
| 2    | 3       | 4    | Max Litchfield       | Reino Unido   | 1:58.12 | Q     |
| 3    | 4       | 5    | Duncan Scott         | Reino Unido   | 1:58.57 |       |
| 4    | 2       | 5    | Hugo González        | Espanha       | 1:58.99 | Q     |
| 5    | 3       | 5    | Andreas Vazaios      | Grécia        | 1:59.40 | Q     |
| 6    | 2       | 4    | Jérémy Desplanches   | Suíça         | 1:59.88 | Q     |
| 7    | 2       | 6    | Semen Makovich       | Rússia        | 2:00.06 | Q     |
| 8    | 4       | 6    | Alexis Santos        | Portugal      | 2:00.24 | Q     |
| 9    | 2       | 3    | Thomas Dean          | Reino Unido   | 2:00.32 |       |
| 10   | 4       | 4    | Philip Heintz        | Alemanha      | 2:00.34 | Q     |
| 11   | 3       | 1    | Simon Sjödin         | Suécia        | 2:00.65 | Q     |
| 12   | 2       | 7    | Maxim Stupin         | Rússia        | 2:00.72 | Q     |
| 13   | 2       | 2    | Diogo Carvalho       | Portugal      | 2:00.84 | Q     |
| 13   | 2       | 1    | Arjan Knipping       | Países Baixos | 2:00.84 | Q     |
| 15   | 3       | 6    | Dávid Verrasztó      | Hungria       | 2:00.94 | Q     |
| 16   | 3       | 2    | Gabriel Lópes        | Portugal      | 2:01.42 |       |
| 17   | 4       | 3    | Andrey Zhilkin       | Rússia        | 2:01.54 |       |
| 18   | 4       | 8    | Dawid Szwedzki       | Polónia       | 2:02.03 | Q     |
| 19   | 4       | 7    | Etay Gurevich        | Israel        | 2:02.05 | Q     |
| 20   | 4       | 1    | Raphaël Stacchiotti  | Luxemburgo    | 2:02.34 | Q     |
| 20   | 3       | 9    | Metin Aydın          | Turquia       | 2:02.34 |       |
| 22   | 3       | 7    | Georgios Spanoudakis | Grécia        | 2:02.56 |       |
| 23   | 4       | 2    | Federico Turrini     | Itália        | 2:03.19 |       |
| 24   | 2       | 0    | Povilas Strazdas     | Lituânia      | 2:03.63 |       |
| 25   | 2       | 8    | Christoph Meier      | Liechtenstein | 2:03.86 |       |
| 26   | 4       | 0    | Apostolos Papastamos | Grécia        | 2:04.55 |       |
| 27   | 4       | 9    | Samet Alkan          | Turquia       | 2:04.81 |       |
| 28   | 3       | 8    | Teemu Vuorela        | Finlândia     | 2:04.85 |       |
| 29   | 3       | 0    | Alpkan Örnek         | Turquia       | 2:05.39 |       |
| 30   | 1       | 3    | Batuhan Hakan        | Turquia       | 2:07.08 |       |
| 31   | 1       | 4    | Alvi Hjelm           | Ilhas Feroé   | 2:07.88 |       |
| 32   | 1       | 5    | Cevin Siim           | Estónia       | 2:08.45 |       |

### Semifinal
Esses foram os resultados das semifinais. 
Semifinal 1
| Pos. | Raia | Nadador             | Nacionalidade | Tempo   | Notas |
| ---- | ---- | ------------------- | ------------- | ------- | ----- |
| 1    | 6    | Philip Heintz       | Alemanha      | 1:57.56 | Q     |
| 2    | 4    | Max Litchfield      | Reino Unido   | 1:57.62 | Q     |
| 3    | 5    | Andreas Vazaios     | Grécia        | 1:58.48 | Q     |
| 4    | 3    | Semen Makovich      | Rússia        | 2:00.00 | Q     |
| 5    | 7    | Diogo Carvalho      | Portugal      | 2:00.51 |       |
| 6    | 2    | Maxim Stupin        | Rússia        | 2:01.15 |       |
| 7    | 8    | Raphaël Stacchiotti | Luxemburgo    | 2:01.99 |       |
| 8    | 1    | Dawid Szwedzki      | Polónia       | 2:03.64 |       |

Semifinal 2
| Pos. | Raia | Nadador            | Nacionalidade | Tempo   | Notas |
| ---- | ---- | ------------------ | ------------- | ------- | ----- |
| 1    | 3    | Jérémy Desplanches | Suíça         | 1:57.99 | Q     |
| 2    | 4    | Mark Szaranek      | Reino Unido   | 1:58.22 | Q     |
| 3    | 5    | Hugo González      | Espanha       | 1:59.28 | Q     |
| 4    | 6    | Alexis Santos      | Portugal      | 1:59.89 | Q     |
| 5    | 2    | Simon Sjödin       | Suécia        | 2:00.45 |       |
| 6    | 7    | Arjan Knipping     | Países Baixos | 2:00.87 |       |
| 7    | 1    | Dávid Verrasztó    | Hungria       | 2:00.90 |       |
| 8    | 8    | Etay Gurevich      | Israel        | 2:02.77 |       |

### Final
Esse foi o resultado da final. 
| Pos.              | Raia | Nadador            | Nacionalidade | Tempo   | Notas |
| ----------------- | ---- | ------------------ | ------------- | ------- | ----- |
| Medalha de ouro   | 3    | Jérémy Desplanches | Suíça         | 1:57.04 |       |
| Medalha de prata  | 4    | Philip Heintz      | Alemanha      | 1:57.83 |       |
| Medalha de bronze | 5    | Max Litchfield     | Reino Unido   | 1:57.96 |       |
| 4                 | 7    | Hugo González      | Espanha       | 1:58.77 |       |
| 5                 | 6    | Mark Szaranek      | Reino Unido   | 1:58.88 |       |
| 5                 | 2    | Andreas Vazaios    | Grécia        | 1:58.88 |       |
| 7                 | 1    | Alexis Santos      | Portugal      | 1:59.99 |       |
| 8                 | 8    | Semen Makovich     | Rússia        | 2:00.07 |       |

Legenda
| Recorde mundial       | Recorde mundial (World record)               |                       | Recorde africano                      | Recorde africano (African) |                                           | Q | Classificado por posição (Qualified) |
| Recorde do campeonato | Recorde do campeonato (Championship record)  | Recorde da América    | Recorde da América (Americas)         | q                          | Classificado por melhor tempo (Qualified) |   |                                      |
| Melhor marca do ano   | Melhor marca do ano (World leading)          | Recorde asiático      | Recorde asiático (Asian)              | DNS                        | Não largou (Did not start)                |   |                                      |
| Recorde nacional      | Recorde nacional (National record)           | Recorde europeu       | Recorde europeu (European)            | DNF                        | Não terminou (Did not finish)             |   |                                      |
| Recorde pessoal       | Recorde pessoal do atleta (Personal best)    | Recorde da Oceania    | Recorde da Oceania (Oceania)          | DSQ / DQ                   | Desclassificado (Disqualified)            |   |                                      |
| Recorde da temporada  | Recorde da temporada do atleta (Season best) | Recorde sul-americano | Recorde sul-americano (South America) | NM                         | Sem marca (No mark)                       |   |                                      |